# Juan Piris Frígola
Juan Piris Frígola (Cullera, 28 settembre 1939) è un vescovo cattolico spagnolo, dal 28 luglio 2015 vescovo emerito di Lleida.

## Biografia
Juan Piris Frígola è nato a Cullera il 28 settembre 1929.

### Formazione e ministero sacerdotale
Ha compiuto gli studi ecclesiastici nel seminario metropolitano di Valencia dal 1951 al 1963. Dal 1964 al 1968 ha compiuto gli studi di licenza in pedagogia e il diploma in catechetica presso l'Istituto superiore di pedagogia dell'allora Pontificio Ateneo Salesiano di Roma. Nel 1971 ha conseguito la laurea in filosofia presso l'Università di Valencia.
Il 21 settembre 1963 è stato ordinato presbitero per l'arcidiocesi di Valencia. In seguito è stato professore di religione nell'Istituto Luis Vives dal 1963 al 1964; vicario parrocchiale dal 1968 al 1969 e poi parroco dal 1969 al 2001 della parrocchia di San Fernando Rey; professore nell’Istituto Sedes Sapientiae dal 1970 al 1973; membro del gruppo promotore in Spagna del Movimento "‘Mondo Migliore" dal 1974 al 1979; delegato episcopale per la pastorale familiare dal 1972 al 1981; direttore del sottocomitato per la famiglia della commissione per l'apostolato secolare della Conferenza episcopale spagnola dal 1981 al 1984; rettore della chiesa di San Lázaro nel 1982; arciprete dei Santos Patronos dal 1982 al 1985; parroco di Santa Catalina dal 1985 al 1990; arciprete della parrocchia di San Bernardo Martire di Alzira dal 1987 al 1988; vicario episcopale di La Ribera dal 1988 al 1990; vicario episcopale della vicaria di Valencia-Nordeste dal 1990 al 1993; vicario episcopale di Lliria-Vía Madrid dal 1992 al 1993; vicario episcopale di Valencia-Nordeste dal 1993 al 1996 e parroco di El Buen Pastor dal 1996 al 2001. È stato anche membro del consiglio presbiterale e del collegio dei consultori.

### Ministero episcopale
Il 1º marzo 2001 papa Giovanni Paolo II lo ha nominato vescovo di Minorca. Ha ricevuto l'ordinazione episcopale il 28 aprile successivo dal cardinale Ricardo María Carles Gordó, arcivescovo di Barcellona, co-consacranti l'arcivescovo metropolita di Valencia Agustín García-Gasco Vicente e il vescovo ausiliare della stessa arcidiocesi Jesús Murgui Soriano.
Il 16 luglio 2008 papa Benedetto XVI lo ha nominato vescovo di Lleida.
Nel marzo del 2014 ha compiuto la visita ad limina.
Il 28 luglio 2015 papa Francesco ha accettato la sua rinuncia al governo pastorale della diocesi per raggiunti limiti di età.
In seno alla Conferenza episcopale spagnola è membro della commissione per le comunicazioni sociali dal marzo del 2020. In precedenza è stato membro della commissione per la pastorale dal 2001 al 2005; membro della commissione per i mezzi di comunicazione sociale dal 2005 al 2009 e presidente della stessa dal 2009 al 2014.

## Opere
- Juan Piris Frígola, Para que tengan vida, Comercial Editora de Publicaciones, 2007 ISBN 84-7050-449-5.

## Genealogia episcopale
La genealogia episcopale è:
- Cardinale Scipione Rebiba
- Cardinale Giulio Antonio Santori
- Cardinale Girolamo Bernerio, O.P.
- Arcivescovo Galeazzo Sanvitale
- Cardinale Ludovico Ludovisi
- Cardinale Luigi Caetani
- Cardinale Ulderico Carpegna
- Cardinale Paluzzo Paluzzi Altieri degli Albertoni
- Papa Benedetto XIII
- Papa Benedetto XIV
- Papa Clemente XIII
- Cardinale Marcantonio Colonna
- Cardinale Giacinto Sigismondo Gerdil, B.
- Cardinale Giulio Maria della Somaglia
- Cardinale Carlo Odescalchi, S.I.
- Cardinale Costantino Patrizi Naro
- Cardinale Lucido Maria Parocchi
- Papa Pio X
- Cardinale Gaetano De Lai
- Cardinale Raffaele Carlo Rossi, O.C.D.
- Cardinale Amleto Giovanni Cicognani
- Cardinale Luigi Dadaglio
- Cardinale Ricardo María Carles Gordó
- Vescovo Juan Piris Frígola